# زاغالتی
زاغالتی (ترکی آذربایجانی: Zağaltı) یک منطقهٔ مسکونی در جمهوری آرتساخ است که در استان کاشاتاق واقع شده‌است.